# Ontos Verlag
Der Ontos Verlag ist ein nach eigenen Angaben international tätiger Verlag für Philosophie und mathematische Logik mit Sitz in Heusenstamm im Landkreis Offenbach in Hessen. Vertriebszentren existieren in Ebikon (Schweiz), Paris, Lancaster (Großbritannien) und New Brunswick (New Jersey).
Gegründet wurde der Verlag am 1. Mai 2003 von Rafael Hüntelmann. Bis heute (Stand Juni 2009) wurden insgesamt 250 Titel publiziert, darunter etwa 70 Prozent in englischer Sprache mit dem Schwerpunkt Analytische Philosophie. 
Schwerpunkte der Buchpublikationen sind mathematische und philosophische Logik und Kategorientheorie, Ontologie und Metaphysik, Erkenntnis- und Wissenschaftstheorie, Philosophiegeschichte mit systematischen Fragestellungen, österreichische Philosophie und Phänomenologie, Prozessphilosophie, praktische Philosophie einschließlich Handlungstheorie und Metaethik.
Die meisten Bücher erscheinen in derzeit insgesamt 23 Buchreihen, die von zum Teil namhaften deutschen und internationalen Vertretern der verschiedenen Disziplinen editorisch betreut werden.
Alternativ bietet der Verlag die meisten Titel seit 2009 als E-Book über den Dienstleister ontoslink.com zu einem deutlichen reduzierten Preis an. Seit 2011 wird zudem ein Teil des Verlagsprogramms als Book on Demand im Programm OntosOnDemand im Paperback zu einem ebenfalls deutlich reduzierten Preis angeboten.
Zum 1. Mai 2013 wurde der Ontos Verlag in die Verlagsgruppe Walter de Gruyter integriert. Das Programm des Ontos Verlags bei De Gruyter wurde bis 2015 von Rafael Hüntelmann weiter betreut.